# Campionati europei di atletica leggera 1946 - Getto del peso femminile
Il getto del peso femminile ai campionati europei di atletica leggera 1946 si svolse il 22 agosto 1946.

## Podio
| Oro     | Tatyana Sevryokova Unione Sovietica |
| Argento | Micheline Ostermeyer Francia        |
| Bronzo  | Amelia Piccinini Italia             |

## Risultati
| Pos.    | Nome                   | Nazionalità      | Misura  | Note                  |
| ------- | ---------------------- | ---------------- | ------- | --------------------- |
| Oro     | Tatyana Sevryokova     | Unione Sovietica | 14,16 m | Record dei campionati |
| Argento | Micheline Ostermeyer   | Francia          | 12,84 m |                       |
| Bronzo  | Amelia Piccinini       | Italia           | 12,21 m |                       |
| 4       | Jadwiga Wajs           | Polonia          | 11,65 m |                       |
| 5       | Eivor Olson            | Svezia           | 11,43 m |                       |
| 6       | Ans Niesink            | Paesi Bassi      | 11,35 m |                       |
| 7       | Maria Kwaśniewska      | Polonia          | 11,06 m |                       |
| 8       | Liv Paulsen            | Norvegia         | 10,37 m |                       |
| 9       | Jaroslava Komárková    | Cecoslovacchia   | 10,11 m |                       |
| 10      | Kathleen Dyer-Tilley   | Gran Bretagna    | 9,83 m  |                       |
| 11      | Stella Møllgaard       | Danimarca        | 9,75 m  |                       |
| 12      | Aase Kjølseth          | Norvegia         | 9,73 m  |                       |
|         | Gretel Bolliger        | Svizzera         | nm      |                       |
|         | Stanisława Walasiewicz | Polonia          | nm      |                       |
|         | Soňa Reichová          | Cecoslovacchia   | nm      |                       |